# Olympische Sommerspiele 1992/Teilnehmer (Äthiopien)
| Gelbes Symbol für Goldmedaillen mit stilisierten Olympischen Ringen | Graues Symbol für Silbermedaillen mit stilisierten Olympischen Ringen | Braundes Symbol für Bronzemedaillen mit stilisierten Olympischen Ringen |
| ------------------------------------------------------------------- | --------------------------------------------------------------------- | ----------------------------------------------------------------------- |
| 1                                                                   | —                                                                     | 2                                                                       |

Äthiopien nahm an den Olympischen Sommerspielen 1992 in Barcelona, Spanien, mit einer Delegation von 20 Sportlern (14 Männer und sechs Frauen) teil.

## Medaillengewinner

### Gold
| Name(n)      | Sportart       | Wettkampf            |
| ------------ | -------------- | -------------------- |
| Derartu Tulu | Leichtathletik | Frauen, 10.000 Meter |

### Bronze
| Name        | Sportart       | Wettkampf    |
| ----------- | -------------- | ------------ |
| Addis Abebe | Leichtathletik | 10.000 Meter |
| Fita Bayisa | Leichtathletik | 5000 Meter   |

## Teilnehmer nach Sportarten

### Leichtathletik
- Mitiku Megersa
1500 Meter: Vorläufe

- Hailu Zewde
1500 Meter: Vorläufe

- Fita Bayisa
5000 Meter: Bronze 
10.000 Meter: 9. Platz

- Worku Bikila
5000 Meter: 6. Platz

- Addis Abebe
5000 Meter: Vorläufe
10.000 Meter: Bronze

- Tena Negere
Marathon: 23. Platz

- Zerehune Gizaw
Marathon: 61. Platz

- Abebe Mekonnen
Marathon: DNF

- Shemisu Hassan
20 Kilometer Gehen: 25. Platz

- Zewde Hailemariam
Frauen, 800 Meter: Vorläufe

- Gete Urge
1500 Meter: Vorläufe

- Derartu Tulu
Frauen, 10.000 Meter: Gold

- Tigist Moreda
Frauen, 10.000 Meter: 18. Platz

- Luchia Yishak
Frauen, 10.000 Meter: Vorläufe

### Radsport
- Biruk Abebe
Straßenrennen, Einzel: DNF
100 Kilometer Mannschaftszeitfahren: 28. Platz

- Asmelash Geyesus
Straßenrennen, Einzel: DNF
100 Kilometer Mannschaftszeitfahren: 28. Platz

- Tekle Hailemikael
Straßenrennen, Einzel: DNF

- Hailu Fana
100 Kilometer Mannschaftszeitfahren: 28. Platz

- Daniel Tesfaye
100 Kilometer Mannschaftszeitfahren: 28. Platz